# Control Data Corporation
Control Data Corporation, o CDC, fu una società pionieristica nel settore dei supercomputer. Durante gli anni sessanta sviluppò i più rapidi sistemi di calcolo del pianeta. Negli anni successivi perse il primato ma continuò a sviluppare sistemi di calcolo fino agli anni '80 anche attraverso una società sussidiaria creata appositamente per sviluppare i sistemi di supercalcolo. Durante gli anni '60 la CDC era una delle otto società dedite allo sviluppo di supercomputer insieme a IBM, Burroughs, NCR, General Electric, Honeywell, RCA, e UNIVAC. CDC allora era molto conosciuta per i suoi sistemi sebbene la sua fama attualmente sia ampiamente dimenticata.

## Origini della società: Dalla Seconda Guerra mondiale al 1957
Durante la Seconda guerra mondiale la marina statunitense riunì alcuni team di ingegneri per sviluppare delle macchine per forzare i codici crittografici tedeschi e giapponesi. Uno di questi team lavorava nell'area di Washington. Dopo la fine della guerra la marina era preoccupata del fatto che il team di ingegneri si disperdesse nelle società del paese e quindi iniziò a cercare un modo per mantenere unito il gruppo.
Infine la marina trovo la soluzione. John Parker proprietario della Chase Aircraft a Saint Paul nel Minnesota stava per perdere tutte le commesse per via della fine della guerra. La marina contattò Parker e gli propose di assumere il team di ingegneri nella sua società per sviluppare alcuni progetti per la marina. Parker era dubbioso dato che la marina non voleva specificare esattamente cosa avrebbe dovuto sviluppare il team ma dopo una serie di riunioni con ufficiali ad alto livello della marina Parker accettò e ospitò il team nella sua azienda. Il risultato dell'accordo fu la Engineering Research Associates (ERA), una società a contratto che lavorava ad alcuni progetti apparentemente slegati dalla marina durante gli anni cinquanta.
Uno di questi progetti fu l'ERA 1103 il primo computer scientifico ad avere un certo successo commerciale. Il sistema fu sviluppato per la marina e in teoria sarebbe servito per forzare dei codici cifrati. All'inizio degli anni '50 al Congresso degli Stati Uniti d'America si sviluppò un dibattito su chi realmente possedesse l'ERA e sulle funzioni della società. Dai dibattiti e dalle cause legali che ne seguirono l'azienda venne vuotata sia dei capitali che degli obiettivi iniziali. Nel 1952 Parker vendette l'ERA alla Remington Rand.
Sebbene la Rand avesse acquistato l'intera ERA e stesse portando avanti lo sviluppo dei nuovi prodotti in realtà la Rand era interessata principalmente all'unità di memorizzazione a tamburo sviluppata dall'ERA. Poco dopo la Rand si fuse con la Sperry Corporation e divenne la Sperry Rand. Nel processo di fusione l'ERA divenne una divisione dell'UNIVAC. All'inizio per l'ERA la fusione non portò grandi cambiamenti, la società utilizza gli ingegneri per risolvere i problemi dei progetti seguiti dalla società. Tuttavia uno dei maggiori progetti mosso dall'UNIVAC all'ERA l'UNIVAC II fu soggetto a continui ritardi e fece cambiare la gestione della divisione.
Mentre la gestione da "grande società" invadeva l'ERA e ne stravolgeva l'organizzazione interna i fondatori dell'ERA decisero che era giunta l'ora di abbandonare la società e nel 1957 fondarono la Control Data in un magazzino di Minneapolis al 501 Park Ave dove installarono anche il loro primo negozio. Tra i membri della CDC William Norris fu scelto all'unanimità come CEO mentre Seymour Cray venne designato ingegnere capo, sebbene non avrebbe ricoperto subito la carica dato che Cray stava terminando il progetto Naval Tactical Data System (NTDS) per la marina e Norris non volendo inimicarsi la marina concordò con l'ingegnere che avrebbe abbandonato l'ESA solo al termine del progetto.

## Primi progetti: L'epoca Cray
CDC inizialmente vendeva componenti per elaboratori elettronici per altre società. Quando Cray si unì alla società iniziò lo sviluppo di una piccola macchina a transistor a 6 bit chiamata Little Character per verificare la bontà delle sue idee sulle architetture per un elaboratore elettronico ad alte prestazioni. Il LIttle Character si dimostrò un progetto valido e ne venne realizzata una versione a 48 bit basata sul 1103 riprogettato per utilizzare massicciamente i transistor. La macchina venne chiamata CDC 1604, venne realizzata la prima versione nel 1959 e la Marina Statunitense ne acquistò il primo esemplare nel 1960. Il nome 1604 deriva dal nome originario del sistema (1103) con l'aggiunta del civico (501) dello stabilimento. Una versione a basso costo a 12 bit venne prodotta con il nome di CDC 160A e probabilmente è il primo minicomputer della storia. Il 160A era notevole per l'epoca dato che fu costruito per entrare in un cabinet standard per ufficio, una cosa inusuale all'epoca. Una nuova versione dell'architettura 1604 fondò i sistemi CDC 3000, che vennero venduti durante gli anni 60.
Cray subito dopo iniziò lo sviluppo di un sistema che si proponeva l'obiettivo di diventare il supercomputer più rapido del mondo, il sistema doveva avere prestazioni 50 volte superiori a quelle del 1604. Un così ambizioso programma richiedeva una radicale modifica dell'architettura e per questo il progetto richiese di poter lavorare in pace in un laboratorio lontano dalla sede principale. Norris discusse a lungo con Cray ma alla fine nel 1962 acconsentì alla creazione di un laboratorio a Chippewa Falls nel Wisconsin anche perché Cray aveva minacciato di abbandonare il progetto.
L'accesso al laboratorio era consentito solo su invito e lo stesso presidente Bill Norris non era ammesso senza un invito preventivo. here.)

## Periferiche CDC
All'inizio degli anni 60 Norris decise che era necessario aumentare la dimensione della CDC per raggiungere una "massa critica" in modo da poter competere ad armi pari con l'IBM. Per ottenere questo iniziò un'aggressiva campagna di acquisto di compagnie legate al settore delle periferiche. Il suo obiettivo era competere con IBM fornendo dei prodotti del 10% più rapidi a un costo del 10% inferiore. Una strada non facile da seguire.
Una delle prime periferiche vendute fu un nastro trasportatore sviluppato dalla divisione Peripherals Equipment. Il tape drive poteva essere utilizzato in altri progetti della società ma si pose il problema di come suddividere i guadagni derivati dalla vendita interna del tape drive. Dopo alcune discussioni si decise di suddividere il guadagno equamente tra la divisione Peripherals Equipment e quella che acquistava il tape drive. Lo stesso principio venne applicato per gli altri prodotti.
Il nastro trasportatore fu seguito dal lettore di schede 405 e dal punzonatore di schede 415. In seguito vennero prodotti una serie di lettori di nastri, stampanti a tamburo e altre periferiche prodotte internamente. Le stampanti inizialmente erano sviluppate tramite l'utilizzo di componenti Holly Carburetor, una società di Rochester nei sobborghi di Detroit. In seguito la CDC realizzò una compagnia con la Holly dal nome Holly Computer Products. Holly in seguito vendette la propria quota della società a CDC creando la divisione Rochester.
Norris era molto interessato al mercato legato alle macchine preposte alla lettura delle schede perforate, un settore dove IBM dominava. Infine Norris decise di comprare la Rabinow Engineering, una società pioniera nell'optical character recognition (OCR). L'idea era di saltare l'intera fase di creazione delle schede perforate, voleva realizzare un sistema che permettesse all'operatore di inserire semplicemente un foglio scritto con un carattere noto per permettere l'inserimento dei dati nella macchina. Dato che una pagina poteva contenere molte più informazioni rispetto a una scheda questo avrebbe permesso un notevole risparmio. Quella che sembrava un'operazione semplice, in realtà si rivelò molto difficile. Il riconoscimento automatico dei caratteri era molto impreciso e quindi non commercializzabile. La CDC divenne uno dei maggiori competitori del riconoscimento automatico ma questo era un settore di nicchia del mercato, mentre l'obiettivo di invadere il settore dell'inserimento automatico dei dati fallì e la CDC lo abbandono nel 1976.
Quando si rese evidente che le schede perforate non sarebbero state soppiantate facilmente, si rese necessario recuperare rapidamente mercato nel settore. Il lettore 405 rimaneva in produzione ma era una macchina costosa da produrre e quindi la CDC decise di acquistare la Bridge Engineering, una società che aveva una linea di lettori di schede perforate economiche e ad alta velocità. Tutti i lettori di schede perforate vennero raggruppati nella divisione Valley Forge dopo che la società Bridge fu trasferita nella nuova fabbrica. La Valley Forge e la divisione Rochester con la partecipazione della National Cash Register formarono la Computer Peripherals Inc (CPI), una società nata per condividere i costi di produzione tra le due società. In seguito si è unita anche la ICL. Nel 1982 comunque la divisione Rochester venne venduta alla Cetronics.
Un effetto secondario indesiderato del tentativo di Norris di diversificare la società fu la creazione di molti centri di supporto per le attività che svolgevano lavori le piccole divisioni che non potevano permettersi un computer. Nel 1965 molti dirigenti consigliarono il CEO di liquidare i centri che non erano in attivo dato che generavano notevoli perdite. Norris non era convinto della soluzione e preferì emanare delle circolari che imponevano un taglio dei costi piuttosto che la chiusura dei centri non redditizi.

## Il CDC 6600
Intanto nel laboratorio di Chippewa, Seymour Cray, Jim Thornton e Dean Roush con un team di 34 ingegneri (loro compresi) avevano continuato lo sviluppo della nuova architettura. Nel 1964 venne presentato il CDC 6600, un sistema talmente potente da essere dieci volte più rapido della concorrenza. Il 6600 aveva una CPU con molteplici unità funzionali asincrone e aveva 10 processori per l'I/O che gestivano le comunicazione esterna, il controllo dei lettori magnetici e delle schede perforate, permettendo al processore di preoccuparsi solamente dell'elaborazione dei dati. Utilizzando un compilatore scritto appositamente si potevano ottenere 0.5 MegaFLOPS mentre con del codice assembly opportunamente ottimizzato si arrivava a 1 MegaFLOPS. Una versione più lenta chiamata CDC 6400 venne presentata e in seguito venne presentato il CDC 6500 una versione biprocessore del CDC 6400. Cray iniziò lo sviluppo di una linea più rapida di sistemi che venne chiamata 6800.
Poco dopo la presentazione del 6600 l'IBM si rese conto della presenza della CDC sul mercato. In quel periodo Thomas J. Watson, Jr. CEO IBM chiese "Come può questa compagnia di solo 34 persone - compresi i fondatori - batterci dato che abbiamo migliaia di dipendenti?" Cray rispose "Tu hai risposto alla tua domanda". Nel 1965 IBM avviò un progetto per sviluppare un sistema più rapido del 6600 e lo chiamò ACS. Duecento persone furono riunite sulla costa ovest degli Stati Uniti per sviluppare il progetto. Venne replicata l'idea di un laboratorio separato come quello di Cray per permettere agli ingegneri di lavorare con tranquillità. Il progetto produsse un'interessante architettura che però non era compatibile con la serie System/360 una linea di grande successo per IBM. Il progetto venne modificato per renderlo compatibile con la linea System/360 ma questo compromise le prestazioni del sistema e il progetto ACS venne cancellato nel 1969 senza produrre nessun sistema.
Dopo poco l'IBM annunciò che a breve sarebbe stata disponibile una versione della linea System/360 veloce quanto il 6600, questa macchina venne chiamata Modello 92. Il modello 92 in realtà non esisteva, IBM mise in giro la voce per bloccare le vendite del 6600. Norris fiutò l'inganno e l'anno successivo si rivolse all'antitrust per concorrenza sleale. IBM fu condannata a pagare 600 milioni di dollari e dovette dismettere la Service Bureau Corporation, una sussidiaria IBM che svolgeva elaborazioni elettroniche per altre società.
Durante lo sviluppo del progetto 6600 venne avviato anche il Project SPIN un sistema che prevedeva la realizzazione di hard disk ad alta velocità. In quel periodo non era chiaro se i dischi potessero rimpiazzare le memorie e se potessero venir utilizzati come supporti removibili per trasportare i dati. Il progetto SPIN esplorò entrambe le possibilità e sviluppò dei dischi da 28 pollici (71 centimetri) per le altre prestazioni e dei dischi da 14 pollici (35.5 centimetri) per i supporti rimovibili. In seguito il mercato dei dischi che il progetto SPIN aveva analizzato divenne un mercato molto importante.

## Il CDC 7600 e l'8600
Lo stesso mese che la CDC vinse la causa contro l'IBM presentò anche la sua nuova macchina il CDC 7600 (il modello 6800). Cray aveva iniziato la sua progettazione ancora prima della messa in vendita del 6600 e questo gli aveva permesso di realizzare una macchina matura. La macchina aveva un clock quattro volte più rapido del 6600 e aveva una banda passante di I/O quadrupla rispetto al 6600. La macchina utilizzava una struttura a pipeline per incrementare la velocità di elaborazione. In un processore con pipeline i dati erano elaborati come in una catena di montaggio, ogni unità eseguiva solo un'operazione di quelle necessarie per eseguire un'istruzione e tutte le unità funzionali erano sempre attiva dato che in realtà il processore elaborava più istruzioni contemporaneamente. Questa catena di montaggio era limitata dal dover essere in grado di eseguire correttamente anche l'istruzione più lenta ma comunque nel complesso la tecnica forniva un miglioramento delle prestazioni. L'elevata complessità della macchina rese il sistema poco affidabile e questo danneggiò la reputazione della CDC.
Dopo, Cray iniziò a sviluppare il progetto CDC 8600. L'8600 era in sostanza formato da quattro CPU 7600 inserite in una singola macchina molto compatta. La struttura molto compatta della macchina permise di realizzare dei collegamenti molto corti e questo combinato con una nuova tecnologia permise di innalzare la frequenza di clock. Questo combinato con l'utilizzo di memorie molto veloci avrebbe dovuto produrre una macchina molto veloce. L'8600 era una macchina della vecchia scuola e quindi era composta da componenti discreti saldati su circuiti stampati. L'8600 era formata da moltissimi componenti con moltissime saldature e bastava una saldatura sbagliata per rendere la macchina inaffidabile. L'8600 non funzionava correttamente, era troppo complesso per essere affidabile e Cray comunicò a Norris che era necessario una riprogettazione da zero della macchina. Norris rifiutò l'idea essendo troppo costosa una riprogettazione della macchina e insistette per lo sviluppo dell'attuale modello.

## Lo STAR e il Cyber
Oltre alla progettazione dell'8600 la CDC aveva in cantiere lo sviluppo dello STAR sotto la direzione dell'ex-collaboratore di Cray Jim Thornton. A differenza dell'8600 che non era altro che quattro 7600 in una scatola lo STAR analizzava una nuova architettura per velocizzare le elaborazioni. Lo STAR si basava su processori vettoriali per le elaborazioni. In un sistema vettoriale il processore è in grado di accettare come parametro per le istruzioni non solo delle locazioni di memoria ma anche dei vettori contenenti centinaia o migliaia di dati da elaborare. In sostanza quando la macchina doveva elaborare molti dati con la stessa istruzione utilizzava un'istruzione vettoriale. La macchina decodificava l'istruzione e sapeva che l'insieme indicato andava elaborato con la stessa istruzione e quindi non doveva passare il tempo a decodificare istruzioni identiche dato che sapeva già che cosa fare dei dati. Inoltre il sistema poteva caricare i dati in modo efficiente dato che non doveva leggere un singolo dato ma sapeva di dover leggere un ampio insieme di dati e quindi poteva utilizzare delle tecniche di caricamento parallelo per aumentare la banda dalla memoria. Questo permetteva ad una macchina più lenta del CDC 7600 nelle normali operazioni di superarla in molte applicazioni.
I due progetti competevano per i fondi e alla fine degli anni '60 Norris decise che l'azienda non poteva sostenere lo sviluppo di due macchine contemporaneamente e fece diventare l'8600 un progetto secondario. Cray decise di abbandonare la società nel 1972 e fondò la Cray Research. Norris decise di supportare Cray e investì nella società del denaro. Il progetto 8600 venne cancellato nel 1974 e nello stesso anno venne prodotto lo STAR. Lo STAR venne venduto anche come Cyber 203 ma le prestazioni della macchina nelle applicazioni reali erano inferiori alle aspettative. Jim Thornton abbandonò la CDC per fondare la Network Systems Corporation.
Diverse varianti dell'architettura 6600/7600 vennero prodotte con diversi prezzi e diverse prestazioni sotto il nome di CDC Cyber la linea principale della CDC degli anni '70. Questa linea includeva una versione migliorata dell'architettura STAR chiamata Cyber 205 che forniva prestazioni decisamente più soddisfacenti. Nello stesso periodo Cray terminò lo sviluppo del Cray-1 una macchina basata sulla stessa tecnica vettoriale dell'architettura STAR ma con un'architettura molto efficiente che forniva prestazioni molto elevate. Le vendite dello STAR erano molto modeste e la CDC costruì la serie Cyber 200/205 che comunque riuscì a fornire una certa concorrenza a Cray.
CDC inoltre sviluppò alcuni progetti speciali per i suoi clienti, questi progetti portarono allo sviluppo di alcuni sistemi riservati. Il CDC Advanced Flexible Processor (AFP), conosciuto anche come CYBER PLUS era uno di questi sistemi, ne vennero prodotti solamente uno o due esemplari.

## ETA Systems, hard disk e la fine della CDC
CDC decise di abbandonare il settore dei supercomputer e Norris giunse alla stessa conclusione di Cray, la società era moribonda e incapace di sviluppare prodotti innovativi. Norris creò una società spinoff della CDC per lo sviluppo di supercomputer che chiamò ETA Systems. L'obiettivo della società era sviluppare una macchina da 10 GigaFLOPS, 40 volte le prestazioni del Cray-1. ETA non riuscì a raggiungere gli obiettivi previsti con l'ETA10 ma comunque realizzò una delle macchine più veloci del mercato e riuscì a venderne alcune. La CDC cercò di vendere l'ETA ma con pochi risultati. Infine nel 1989 la maggior parte degli impiegati furono licenziati e i rimanenti vennero incorporati nella CDC.
Il mercato dei supercomputer in quel periodo era invaso da costruttori Giapponesi e dato che il mercato era limitato CDC decise che era meglio cercare un nuovo mercato in cui investire. Un mercato in forte crescita in quel periodo era quello degli hard disk soprattutto di quelli legati all'utilizzo sui personal computer che dalla metà degli anni 80 iniziavano a includere hard disk. CDC grazie alla sua unità Magnetic Peripherals, (una unità che inizialmente era in collaborazione con la Honeywell) era una delle maggiori aziende del settore. La serie Wren fu molto popolare all'epoca tra gli utenti di fascia alta. CDC insieme a Compaq e Western Digital sviluppò lo standard che portò all'attuale standard ATA. Lo standard venne sviluppato per standardizzare i componenti e ridurre i costi.
Stranamente CDC decise di abbandonare il mercato degli hard disk nel 1988 e utilizzò l'unità Magnetic Peripherals per realizzare la società Imprimis che l'anno successivo venne acquisita da Seagate Technology che in quel momento era poco presente nei dispositivi di fascia alta. Quello che rimaneva della CDC divenne la Syntegra (USA) una sussidiaria del gruppo BT, la BT Global Service. Le attività non legate all'informatica divennero la Ceridian Corporation.